# Кубок володарів кубків 1982—1983
Кубок володарів кубків 1982–1983 — 23-ий розіграш Кубка володарів кубків УЄФА, європейського клубного турніру для переможців національних кубків. 

## Учасники
| №п/п | Клуб                  | Турнір                                      |
| ---- | --------------------- | ------------------------------------------- |
| 1    | «Барселона»           | Володар Кубка володарів кубків 1981—1982    |
| 2    | «Баварія»             | Володар Кубка ФРН 1981—1982                 |
| 3    | «Реал Мадрид»         | Володар Кубка Іспанії 1981—1982             |
| 4    | «Тоттенгем Готспур»   | Володар Кубка Англії 1981—1982              |
| 5    | «Црвена Звезда»       | Володар Кубка Югославії 1981—1982           |
| 6    | «Ватерсхей Тор»       | Володар Кубка Бельгії 1981—1982             |
| 7    | «Абердин»             | Володар Кубка Шотландії 1981—1982           |
| 8    | «Слован»              | Володар Кубка Чехословаччини 1981—1982      |
| 9    | «Парі Сен-Жермен»     | Володар Кубка Франції 1981—1982             |
| 10   | «Брага»               | Фіналіст Кубка Португалії 1981—1982         |
| 11   | АЗ                    | Володар Кубка Нідерландів 1981—1982         |
| 12   | «Інтернаціонале»      | Володар Кубка Італії 1981—1982              |
| 13   | «Торпедо»             | Фіналіст Кубка СРСР 1982                    |
| 14   | «Динамо» (Дрезден)    | Володар Кубка НДР 1981—1982                 |
| 15   | «Сьйон»               | Володар Кубка Швейцарії 1981—1982           |
| 16   | «Гетеборг»            | Володар Кубка Швеції 1981—1982              |
| 17   | «Бая-Маре»            | Фіналіст Кубка Румунії 1981—1982            |
| 18   | «Суонсі Сіті»         | Володар Кубка Уельсу 1981—1982              |
| 19   | «Локомотив» (Софія)   | Володар Кубка Болгарії 1981—1982            |
| 20   | «Уйпешт»              | Володар Кубка Угорщини 1981—1982            |
| 21   | «Лех»                 | Володар Кубка Польщі 1981—1982              |
| 22   | «Болдклуббен 1893»    | Володар Кубка Данії 1981—1982               |
| 23   | «Аустрія»             | Володар Кубка Австрії 1981—1982             |
| 24   | «Панатінаїкос»        | Володар Кубка Греції 1981—1982              |
| 25   | «Лімерик»             | Володар Кубка Ірландії 1981—1982            |
| 26   | «17 Ненторі»          | Володар Кубка Албанії 1981—1982             |
| 27   | «Ліллестрем»          | Володар Кубка Норвегії 1981                 |
| 28   | «Галатасарай»         | Володар Кубка Туреччини 1981—1982           |
| 29   | «Аполлон»             | Фіналіст Кубка Кіпру 1981—1982              |
| 30   | «Колрейн»             | Фіналіст Кубка Північної Ірландії 1981—1982 |
| 31   | «Куусюсі»             | Фіналіст Кубка Фінляндії 1981               |
| 32   | «Ред Бойз Діфферданж» | Володар Кубка Люксембургу 1981—1982         |
| 33   | «Вестманаейя»         | Володар Кубка Ісландії 1981                 |
| 34   | «Сліма Вондерерс»     | Фіналіст Кубка Мальти 1981—1982             |

## Попередній раунд
| Команда 1                | Заг. | Команда 2 | 1-й матч | 2-й матч |
| ------------------------ | ---- | --------- | -------- | -------- |
| 17/25 серпня 1982        |      |           |          |          |
| Свонсі Сіті              | 3:1  | Брага     | 3:0      | 0:1      |
| 18 серпня/1 вересня 1982 |      |           |          |          |
| Абердин                  | 11:1 | Сьйон     | 7:0      | 4:1      |

## Перший раунд
| Команда 1          | Заг.    | Команда 2           | 1-й матч | 2-й матч |
| ------------------ | ------- | ------------------- | -------- | -------- |
| 14/29 вересня 1982 |         |                     |          |          |
| Вестманнаейя       | 0:4     | Лех                 | 0:1      | 0:3      |
| 15/28 вересня 1982 |         |                     |          |          |
| Колрейн            | 0:7     | Тоттенгем Готспур   | 0:3      | 0:4      |
| Локомотив (Софія)  | 2:5     | Парі Сен-Жермен     | 1:0      | 1:5      |
| 15/29 вересня 1982 |         |                     |          |          |
| Торпедо (Москва)   | 1:1 (ч) | Баварія             | 1:1      | 0:0      |
| Абердин            | 1:0     | Тирана              | 1:0      | 0:0      |
| Свонсі Сіті        | 17:0    | Сліма Вондерерс     | 12:0     | 5:0      |
| Динамо (Дрезден)   | 4:4 (ч) | Болдклуббен 1893    | 3:2      | 1:2      |
| Галатасарай        | 3:2     | Куусюсі             | 2:1      | 1:1      |
| Аустрія (Відень)   | 3:2     | Панатінаїкос        | 2:0      | 1:2      |
| Ліллестрем         | 0:7     | Црвена Звезда       | 0:4      | 0:3      |
| Барселона          | 9:1     | Аполлон             | 8:0      | 1:1      |
| Інтернаціонале     | 3:2     | Слован              | 2:0      | 1:2      |
| Бая-Маре           | 2:5     | Реал Мадрид         | 0:0      | 2:5      |
| Гетеборг           | 2:4     | Уйпешт              | 1:1      | 1:3      |
| 15/30 вересня 1982 |         |                     |          |          |
| Ватершей Тор       | 8:1     | Ред Бойз Діфферданж | 7:1      | 1:0      |
| Лімерик            | 1:2     | АЗ                  | 1:1      | 0:1      |

## Другий раунд
| Команда 1                  | Заг. | Команда 2        | 1-й матч | 2-й матч |
| -------------------------- | ---- | ---------------- | -------- | -------- |
| 20 жовтня/3 листопада 1982 |      |                  |          |          |
| Тоттенгем Готспур          | 2:5  | Баварія          | 1:1      | 1:4      |
| Абердин                    | 3:0  | Лех              | 2:0      | 1:0      |
| Свонсі Сіті                | 0:3  | Парі Сен-Жермен  | 0:1      | 0:2      |
| Болдклуббен 1893           | 1:6  | Ватершей Тор     | 0:2      | 1:4      |
| Галатасарай                | 3:4  | Аустрія (Відень) | 2:4      | 1:0      |
| Црвена Звезда              | 3:6  | Барселона        | 2:4      | 1:2      |
| АЗ                         | 1:2  | Інтернаціонале   | 1:0      | 0:2      |
| Реал Мадрид                | 4:1  | Уйпешт           | 3:1      | 1:0      |

## 1/4 фіналу

Чвертьфінальна гра Інтернаціонале —Реал Мадрид

| Команда 1         | Заг.    | Команда 2    | 1-й матч | 2-й матч |
| ----------------- | ------- | ------------ | -------- | -------- |
| 2/16 березня 1983 |         |              |          |          |
| Баварія           | 2:3     | Абердин      | 0:0      | 2:3      |
| Парі Сен-Жермен   | 2:3     | Ватершей Тор | 2:0      | 0:3      |
| Аустрія (Відень)  | 1:1 (ч) | Барселона    | 0:0      | 1:1      |
| Інтернаціонале    | 2:3     | Реал Мадрид  | 1:1      | 1:2      |

## 1/2 фіналу
| Команда 1        | Заг. | Команда 2    | 1-й матч | 2-й матч |
| ---------------- | ---- | ------------ | -------- | -------- |
| 6/19 квітня 1983 |      |              |          |          |
| Абердин          | 5:2  | Ватершей Тор | 5:1      | 0:1      |
| 6/20 квітня 1983 |      |              |          |          |
| Аустрія (Відень) | 3:5  | Реал Мадрид  | 2:2      | 1:3      |

## Фінал
| 11 травня 1983 |

| Абердин             | 2:1 дч   | Реал Мадрид        |
| ------------------- | -------- | ------------------ |
| Блек 7' Г'юїтт 112' | Протокол | Хуаніто 15' (пен.) |

| Уллеві, Гетеборг Глядачів: 17 804 Арбітр: Джанфранко Менегалі |

| Володар Кубка володарів кубків 1982—1983 |
| ---------------------------------------- |
| Шотландія                                |
| Абердин 1-й титул                        |